# Electrum

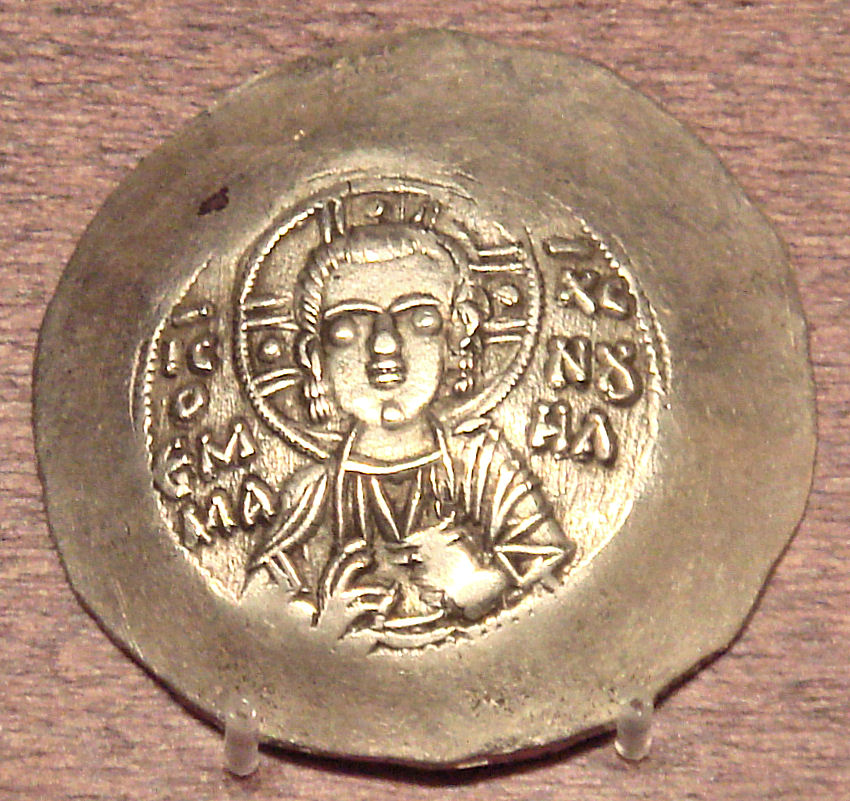
Monedă bătută din electrum

Electrum-ul este un metal format din aur nativ, care conține o mare cantitate de argint, de culoare galben-deschis până la albă-argintie, maleabil și ductil, adică un aliaj natural de aur și argint.
Aliajul a primit denumirea de la culoarea sa, asemănătoare cu a chihlimbarului, denumit în greacă elektron.
Monedele bătute în regatul  Lidiei in secolele 6-7 î.Hr. erau din electrum natural, constând din 50%argint și 50% aur. În acea perioadă, rata de schimb între aurul pur și argint era de 13,3 la 1, iar cea dintre electrum (care avea o calitate variabilă) și argint era de circa 10 la 1.
Se cunoaște și așa-numitul electrum alb, care în antichitate a trecut drept argint, dar de fapt era un aliaj al argintului cu proporții mici de aur.
Există și electrum obținut ca aliaj artificial. În perioada dinastiei merovingiene, mai precis în regatul francilor, în secolul 7 d.Hr, s-a fabricat un aliaj de aur și argint, pentru baterea monedei, care a fost numit tot electrum.
 Alchimiștii au căutat îndelung așa-numita piatră filozofală. Paracelsus o numea electrum magicum. În scrierile sale apare și un mod de preparare a acesteia:
Se iau zece părți de aur curat, zece de argint, cinci de cupru, două de cositor, două de plumb, o parte de pilitură de fier și cinci de mercur. Toate aceste metale trebuie să fie pure. Acum așteptați ora când planetele Saturn și Mercur ajung în conjuncție și aveți grijă ca totul să fie gata pentru acel moment; (...) Din acest electrum magicum se poate confecționa o oglindă în care pot fi văzute evenimente din trecut și din viitor sau prieteni și dușmani care nu sunt de față. Puteți zări orice obiect doriți, sau puteți urmări purtarea unor oameni pe durata zilei și a nopții. Puteți vedea în oglindă tot ce a fost scris, spus sau discutat în trecut, persoanele care au vorbit, și motivele pe care le-au avut. Asemenea oglinzi sunt făcute din electrum magicum, și au un diametru de doi inci. Ele se fabrică în timpul conjuncției lui Jupiter cu Venus.

## Electrum în România
- La Călărași, în județul Dolj a fost găsit un disc metalic, confecționat din electrum (cunoscut și sub denumirea de elektron). Analizele au dus la concluzia că aurul este cu certitudine aur natural, provenit din râurile aurifere. Cantitatea mare de argint și relativ mică de cupru îl face foarte asemănator cu aurul din Munții Apuseni, de exemplu Baia de Arieș.[8]
- La Muzeul Național de Istorie a României se găsește Tezaurul de la Perșinari, care cuprinde 13 piese din epoca bronzului, (cca 1500 i.Chr.) și este alcătuit din 11 pumnale de aur, o sabie de ceremonie de aur și un pumnal de aur fragmentat. Piesele nu sunt din aur pur, ci din electrum.

În urma analizelor a rezultat prezența a două categorii de aliaj tip electrum la pumnale (Au=65%, Ag=30%, Cu=5% si Au=55%, Ag=35%, Cu=10%), iar la spadă, lama este din Au=89%, Ag=9%, Cu2%, având garda din electrum (Au=65%, Ag=27%, Cu8%).
- Tot la Muzeul Național de Istorie a României de găsește un inel de origine germanică, confecționat prin cizelare din aur și electrum, cu diametrul 27,5 mm și o greutate de 10,72 g. Veriga este goală în interior, aplatizată, în partea superioară decupată o casetă în care este montată o gemă din electrum cu un cap de bărbat văzut din profil. Face patre dintr-un tezaur descoperit la Someșeni, Cluj-Napoca.[10]